# Elección del liderazgo del Partido Conservador (Reino Unido) de 2016
La elección del liderazgo del Partido Conservador en 2016 se produjo como resultado de la renuncia de David Cameron como líder tras el referéndum sobre la membresía de la Unión Europea, en el que el Reino Unido votó a favor de abandonar la UE. Cameron, que apoyó la membresía continua de Gran Bretaña en la UE, hizo su anuncio el 24 de junio y dijo que renunciaría en octubre. Theresa May ganó el concurso el 11 de julio de 2016, después de que la retirada de Andrea Leadsom la dejara como única candidata, sucediendo a Cameron como líder del Partido Conservador.
Los parlamentarios conservadores votaron inicialmente en una serie de boletas para determinar qué nombres de los dos candidatos pasarían a una votación a nivel nacional de los miembros del Partido Conservador, quienes tomarían la decisión final. Cinco miembros conservadores del Parlamento se presentan como candidatos: el secretario de Justicia Michael Gove, el secretario de Trabajo y Pensiones Stephen Crabb, el exsecretario de Defensa Liam Fox, la ministra de Estado para Energía y Cambio Climático Andrea Leadsom y la secretaria de Interior Theresa May. El exalcalde de Londres Boris Johnson, visto como el favorito por los analistas políticos, sorprendió a muchos comentaristas al elegir no postularse luego de que Gove retirara su respaldo y anunciara su propia candidatura.
En la boleta de la primera ronda, May, obteniendo el apoyo de la mitad de los diputados conservadores, se colocó primero con Leadsom en el segundo lugar. Fox fue eliminado en la primera votación; Crabb se retiró más tarde ese día. Gove fue eliminado en la segunda ronda de votación. Antes de que los miembros del Partido Conservador emitieran sus votos, Leadsom se retiró del concurso el 11 de julio. May fue nombrado líder del partido más tarde ese día y primera ninistra el 13 de julio. Nombró a Johnson, Fox y Leadsom para su Gabinete, respectivamente como secretaria de Relaciones Exteriores, secretaria de Estado de Comercio Internacional y secretaria de Estado de Medio Ambiente, Alimentación y Asuntos Rurales.

## Resultados
| Candidato                        | Candidato      | Primera vuelta: 5 de julio de 2016 | Primera vuelta: 5 de julio de 2016 | Segunda vuelta: 7 de julio de 2016 | Segunda vuelta: 7 de julio de 2016 | Votos de los miembros (Cancelado) | Votos de los miembros (Cancelado) |
| Candidato                        | Candidato      | Votos                              | %                                  | Votos                              | %                                  | Votos                             | %                                 |
| -------------------------------- | -------------- | ---------------------------------- | ---------------------------------- | ---------------------------------- | ---------------------------------- | --------------------------------- | --------------------------------- |
|                                  | Theresa May    | 165                                | 50.2                               | 199                                | 60.5                               | Sin oposición                     | Sin oposición                     |
|                                  | Andrea Leadsom | 66                                 | 20.1                               | 84                                 | 25.5                               | Eliminado                         | Eliminado                         |
|                                  | Michael Gove   | 48                                 | 14.6                               | 46                                 | 14.0                               | Eliminado                         | Eliminado                         |
|                                  | Stephen Crabb  | 34                                 | 10.3                               | Renuncia, apoya a May              | Renuncia, apoya a May              | Renuncia, apoya a May             | Renuncia, apoya a May             |
|                                  | Liam Fox       | 16                                 | 4.9                                | Eliminado, apoya a May             | Eliminado, apoya a May             | Eliminado, apoya a May            | Eliminado, apoya a May            |
| Participación                    | Participación  | 329                                | 99.7                               | 329                                | 99.7                               | n/a                               | n/a                               |
| Theresa May electa sin oposición |                |                                    |                                    |                                    |                                    |                                   |                                   |